# Éric Reynaud-Fourton
Pour les articles homonymes, voir Reynaud et Fourton.
Éric Reynaud-Fourton, né le 20 août 1963, est un acteur et directeur de théâtre français.

## Biographie
Après de brèves études de droit, Éric Reynaud-Fourton travaille pendant une dizaine d'années avec l'acteur Michel Galabru. Il joue notamment dans La Femme du boulanger mis en scène par Jérôme Savary au théâtre Mogador. En 1987, il joue dans le film de Max Pécas On se calme et on boit frais à Saint-Tropez. Après avoir été scénariste pour deux téléfilms réalisés par Pierre Tchernia, il décide de passer un diplôme lié à la finance et devient responsable d’analyse technique dans une société de gestion de bourse.
Voulant revenir dans le monde artistique, Éric Reynaud-Fourton prend la direction du Théâtre Montmartre-Galabru, et permet au comédien Kyan Khojandi de se produire sur scène. Ce dernier lui offrira le rôle de son père dans la série Bref, diffusée dans l'émission Le Grand Journal sur Canal+ entre septembre 2011 et juillet 2012,.

## Filmographie

### Cinéma
- 1987 : On se calme et on boit frais à Saint-Tropez de Max Pécas : Renaud Martin
- 1988 : Mon père: Victor F. de Philippe Sisbane : Victor F.

### Télévision

#### Séries télévisées
- 1988 : La Sonate pathétique de Jean-Paul Carrère : Maxime
- 1991-1992: Cas de Divorce : Patrick Savin
- 1993 : Clovis de François Leterrier : L'amant de Françoise
- 2011-2012 : Bref de Kyan Khojandi et Bruno Muschio : Le père de « Je »
- 2025 : Bref.2 de Kyan Khojandi et Bruno Muschio : Le père de « Je »

### Scénariste
- 1992 : Un beau petit milliard de Pierre Tchernia (TV)
- 1992 : Le Secret du petit milliard de Pierre Tchernia (TV)